# Konsumism
Konsumism är ett ord som myntades på 1970-talet[källa behövs] för att beteckna västvärldens inställning till att konsumera, att konsumtionen menades göra människan lycklig. Ordet används framförallt i kritik mot fenomenet och mot kapitalismen, och avser även på ett djupare plan att materiella värden råder över andra värden som betraktas som högre (religiösa, kulturella, med mer)[källa behövs]. Pasolini hävdade att konsumismen var en sorts totalitarism. Inom nationalekonomin betyder konsumismteorin att ökad konsumtion är ekonomiskt gynnsam.
Kritik mot konsumism har förekommit sedan lång tid, och framförts av bland andra Franciskus av Assisi. Avståndstagande från konsumism framställs bland annat i påve Johannes Paulus II:s encyklika Centesimus Annus (1991). Förutom kritik på religiös grund, finns en antikonsumistisk rörelse från marxistiskt håll. Pier Paolo Pasolini och hans anhängare spred ordet konsumismen för det förhållandet de menar föreligger i västvärlden, där sociala levnadsformer och kulturer ersatts av masskulturen i det globaliserade samhället. I detta konsumistiska samhälle, menar Pasolini, har föreställningen om frihet omformats till plikten att konsumera. Erich Fromm har påstått att konsumismen beror på en generell livsleda, där konsumtionen används kompensatoriskt. Ett argument som ibland används av kritiker av konsumismen är "Vägg"-metaforen[källa behövs]. Enligt väggmetaforen bygger man en vägg av alla saker man har köpt. Denna vägg hindrar folk från att se personens riktiga personlighet, och istället syns bara sakerna man har köpt. Denna metafor används som ett argument mot det materialistiska samhället vi lever i. Kritiker av konsumismen vänder sig ofta också mot materialismen som konsumismen står för. Ett slag av kritik mot konsumismen vänder sig särskilt emot lyxkonsumtion. Beroende på varifrån kritiken mot konsumismen kommer, förordas vanligen antingen religiös asketism eller hedonism, eller i moderna sammanhang antikonsumism, i stället för konsumism. Det finns även en praktisk motrörelse mot konsumism som bygger på en livsstil med minskad konsumtion och ökad grad av självhushållning där man återanvänder och producerar själv så mycket som möjligt. 